# Rhinocricus annexus
Rhinocricus annexus är en mångfotingart som beskrevs av Chamberlin 1941. Rhinocricus annexus ingår i släktet Rhinocricus och familjen Rhinocricidae. Inga underarter finns listade i Catalogue of Life.